# Карло Бриза
Карло Бриза (Ново Милошево, 24. март 1916 — Нови Сад, 11. октобар 1978) био је агроном. Дипломирао је 1939, а докторирао 1956. на Пољопривредном факултету у Београду тезом „Ампелографска испитивања најраспрострањенијих сорти винове лозе вршачког виногорја”. Био је редовни професор Пољопривредног факултета у Новом Саду.
Бавио се биолошким проучавањима, селекцијом и системима гајења винове лозе и био један од оснивача новог, плантажног гајења у нас. Објавио је више од 60 научних и стручних радова, студија и пројеката.
Уређивао је часопис „Виноградарство и воћарство”